# 津巴布韦大学
津巴布韦大学（英語：University of Zimbabwe，简称UZ），是津巴布韦第一所及最大的大学，2007年统计拥有教学人员627人、学生11400人。津巴布韦大学成立于1952年，目前设有10个学院，涵盖各类学科和课程。校区位于津巴布韦首都哈拉雷郊区，占地面积191.8公顷。

## 历史沿革

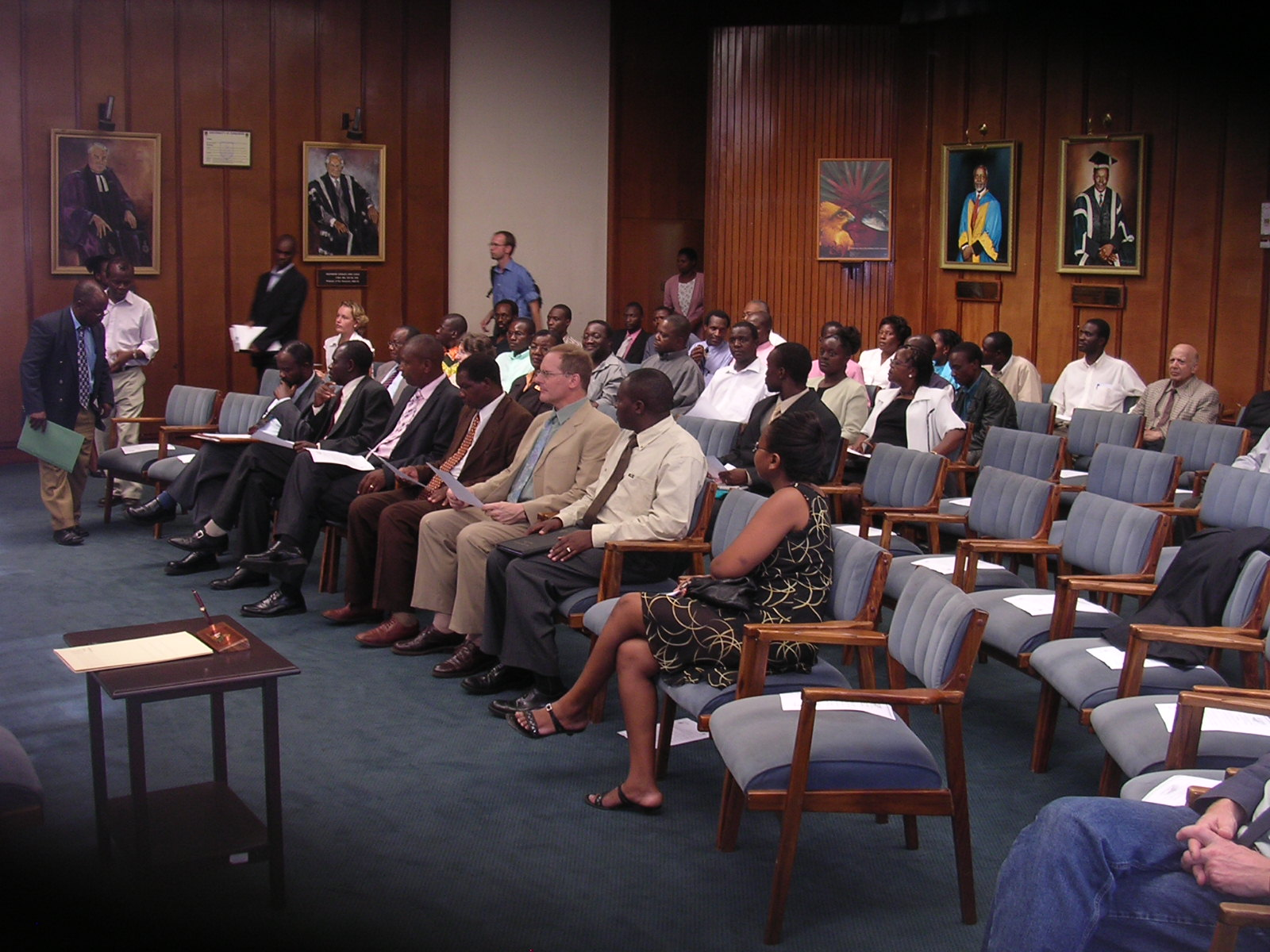
津巴布韋大學會議室。前任校長的肖像從左到右：羅伯特·克雷格、倫納德·劉易斯、沃爾特·坎巴和戈登·查文杜卡。

第二次世界大战结束后，罗得西亚及周边地区对高等教育的需求日渐强烈。1947年，南罗得西亚总督设立罗得西亚大学基金会。次年，位于索尔兹伯里（今哈拉雷）郊区的大学校园开始兴建。1952年，罗得西亚和尼亚萨兰大学学院（University College of Rhodesia and Nyasaland）正式成立，首批学生入学。
1950年代中期，罗得西亚和尼亚萨兰大学学院正式被授予皇家宪章，通过当时在英联邦国家开展的“特别关系模式”与伦敦大学合作，商定入学要求、课程设计、教学考核等事宜，学生毕业时由伦敦大学授予学位。1963年，医学院（现为卫生学院）成立，与伯明翰大学联合办学。
1960年代，罗得西亚和尼亚萨兰联邦解体后，学校更名为罗得西亚大学学院（University College of Rhodesia），作为独立的教学机构，仍继续为罗得西亚及周边国家的教育和科研服务，并且向所有种族开放。1970年，与伦敦大学的“特别关系模式”终止；医学院与伯明翰大学的合作也在同年终止。
1971年，学校取得大学地位，更名为罗得西亚大学（University of Rhodesia），并在津巴布韦独立后更改为现名，皇家宪章也被大学法案取代。
20世纪末，由于大学法案修订引起的争议，以及失业等社会问题，津巴布韦大学多次发生学生抗议活动，导致学校被迫关闭。尽管如此，在校学生数量仍从1980年的1000人上升到1995年的8000人。
进入21世纪后，由于薪金水平问题，教师多次罢工。许多原来的资助人，包括美国和瑞典政府，也终止或者大幅削减对津巴布韦大学的资助。同时，受津巴布韦经济危机影响，大学教师严重流失，造成60%-70%的教职空缺，不得不经常停课。

## 教学机构

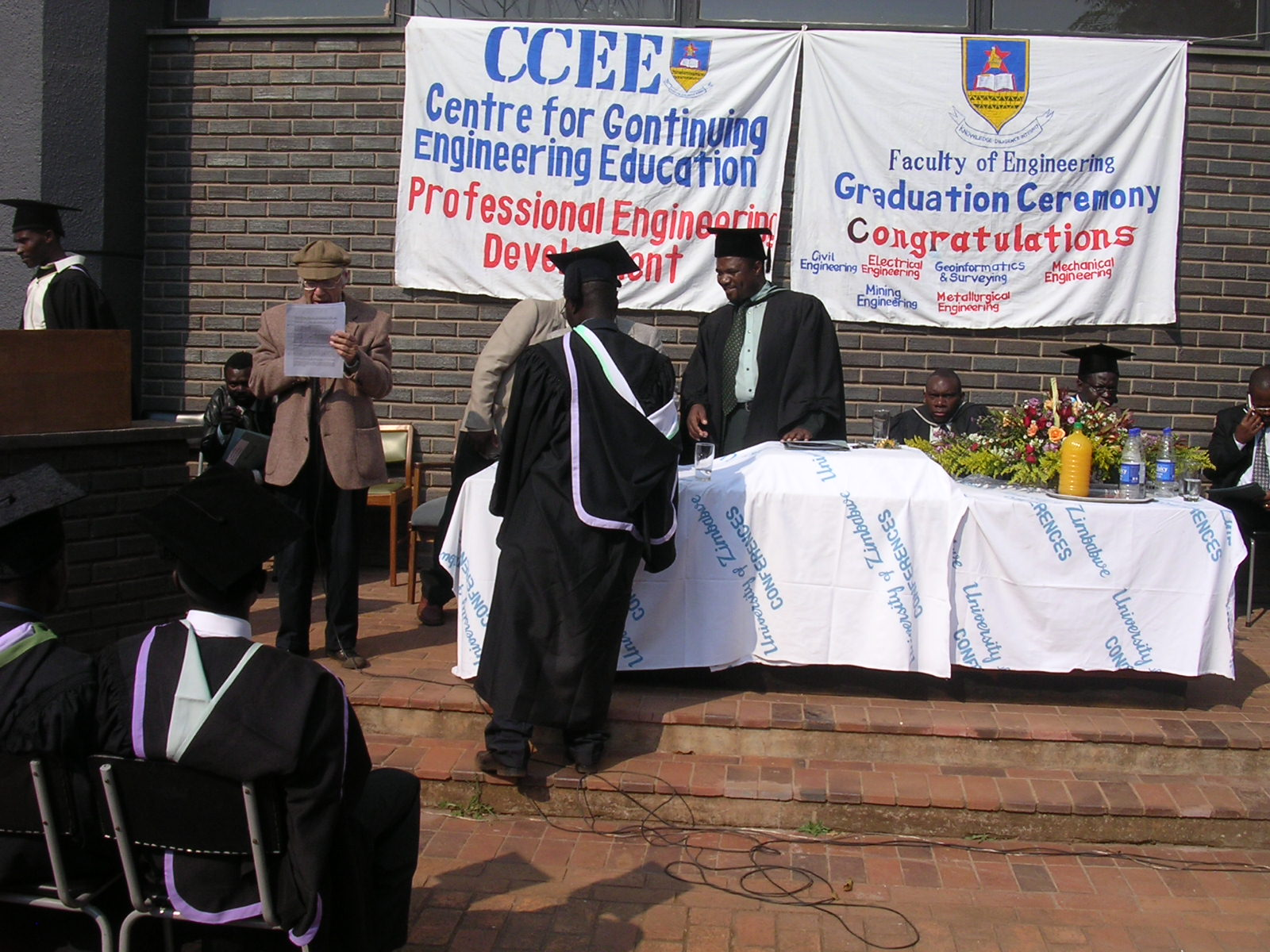
津巴布韦工程学院毕业典礼

津巴布韦大学现有10个学院，分别是：理学院、卫生学院、社会学院、文学院、商学院、教育学院、农学院、法学院、兽医学院以及工程学院。

## 知名校友
- 麦克尔·贝里奇：生物学家、生理学家，曾获得1989年拉斯克基础医学研究奖[10]、1994/5年沃尔夫医学奖[11]及2005年邵逸夫生命科学与医学奖[12]。
- 滕代·比蒂：津巴布韦财政部长、争取民主变革运动秘书长。
- 纳尔逊·查米萨：津巴布韦信息与通信技术部长、争取民主变革运动高级官员。
- 朱惠琼（英语：Fay Chung）：津巴布韦前教育、体育与文化部长。
- 阿瑟·穆坦巴拉：津巴布韦副总理。